# Henrik von Appen
Henrik von Appen Piedrabuena (* 15. Dezember 1994 in Santiago de Chile) ist ein chilenischer Skirennläufer, der auf die Disziplinen Abfahrt und Super-G spezialisiert ist.

## Biografie
Von Appen bestritt sein erstes internationales Rennen am 7. August 2009 bei einem FIS-Rennen in Cerro Castor. Einen Tag später gab er sein Debüt im South American Cup. In den Jahren 2011, 2012, 2014 und 2015 nahm er an Juniorenweltmeisterschaften teil. Sein bestes Ergebnis war 2015 ein 25. Platz im Super G. Bei seinen ersten Skiweltmeisterschaften 2013 in Schladming erreichte von Appen im Riesenslalom den 67. Platz und im Slalom ist er ausgeschieden. Am 30. November 2013 gab er sein Debüt im Weltcup in der Abfahrt von Lake Louise, Kanada und wurde 63. Am 24. Januar 2014 gab er sein Debüt im Europacup in Val-d’Isère, wurde in der Abfahrt 67. Im selben Jahr nahm von Appen an den olympischen Winterspielen 2014 in Sotschi teil. Er startete in jeder Disziplin, außer dem Slalom, konnte jedoch nie in die Top 30 gelangen. Bei den Weltmeisterschaften 2015 in den USA konnte er den 32. Platz in der Kombination erreichen. Am 7. August 2015 gewann er in Chapelco sein erstes Rennen im Riesenslalom im South American Cup.
Am 27. November 2022 gewann von Appen mit Platz 18 im Super-G von Lake Louise seine ersten Weltcuppunkte. Eine Woche später erreichte er in derselben Disziplin in Beaver Creek mit einem 14. Platz sein bisher bestes Ergebnis im alpinen Skiweltcup. Insgesamt fuhr er im Laufe der Saison 2022/23 in fünf Rennen in die Punkteränge, wobei die beste Platzierung in einer Abfahrt der 26. Rang auf der Streif in Kitzbühel war. Bei den Weltmeisterschaften 2023 in Courchevel kam er in der Abfahrt auf den 22. und im Super-G auf den 24. Platz.
Im Dezember 2023 zog sich von Appen bei einem Sturz im Training zur Weltcupabfahrt in Beaver Creek einen Kreuzbandriss im linken Knie zu, wodurch er für den gesamten Winter ausfiel.

## Erfolge

### Olympische Winterspiele
- Sotschi 2014: 32. Super Kombination, 32. Super G, 41. Abfahrt
- Pyeongchang 2018: 30. Super-G, 34. Abfahrt
- Peking 2022: 27. Super-G, 32. Abfahrt

### Weltmeisterschaften
- Schladming 2013: 67. Riesenslalom
- Vail/Beaver Creek 2015: 32. Kombination, 38. Super G, 37. Abfahrt
- St. Moritz 2017: 29. Super-G, 31. Kombination, 32. Abfahrt
- Åre 2019: 24. Abfahrt, 28. Super-G
- Courchevel 2023: 24. Super-G, 22. Abfahrt
- Saalbach-Hinterglemm 2025: 30. Super-G, 31. Abfahrt

### Weltcup
- 2 Platzierungen unter den besten 20

### Weltcupwertungen
| Saison  | Gesamt | Gesamt | Abfahrt | Abfahrt | Super-G | Super-G |
| Saison  | Platz  | Punkte | Platz   | Punkte  | Platz   | Punkte  |
| ------- | ------ | ------ | ------- | ------- | ------- | ------- |
| 2022/23 | 100.   | 44     | 57.     | 7       | 38.     | 37      |

### Juniorenweltmeisterschaften
- Crans-Montana 2011: 91. Abfahrt, 84. Super G
- Roccaraso 2012: 34. Slalom, 53. Super G
- Jasná 2014: 58. Riesenslalom, 66. Abfahrt
- Hafjell 2015: 25. Super G, 33. Abfahrt, 33. Super-Kombination

### Europacup
- 1 Platzierung unter den besten zehn

| Saison  | Gesamt | Gesamt | Abfahrt | Abfahrt | Super-G | Super-G | Kombination | Kombination |
| Saison  | Punkte | Platz  | Punkte  | Platz   | Punkte  | Platz   | Punkte      | Platz       |
| ------- | ------ | ------ | ------- | ------- | ------- | ------- | ----------- | ----------- |
| 2016/17 | 44     | 124.   | 37      | 37.     | 2       | 70.     | 5           | 54.         |
| 2018/19 | 60     | 108.   | 40      | 35.     | 20      | 49.     | -           | -           |
| 2021/22 | 1      | 223.   | -       | -       | 1       | 81.     | -           | -           |

### South American Cup
| Saison | Gesamt | Gesamt | Abfahrt | Abfahrt | Super-G | Super-G | Riesenslalom | Riesenslalom | Slalom | Slalom | Kombination | Kombination |
| Saison | Punkte | Platz  | Punkte  | Platz   | Punkte  | Platz   | Punkte       | Platz        | Punkte | Platz  | Punkte      | Platz       |
| ------ | ------ | ------ | ------- | ------- | ------- | ------- | ------------ | ------------ | ------ | ------ | ----------- | ----------- |
| 2009   | -      | -      | -       | -       | -       | -       | -            | -            | -      | -      | -           | -           |
| 2010   | 74     | 20.    | 16      | 17.     | 24      | 21.     | 34           | 14.          | -      | -      | -           | -           |
| 2011   | 49     | 54.    | -       | -       | 16      | 29.     | 33           | 33.          | -      | -      | -           | -           |
| 2012   | 114    | 23.    | 12      | 25.     | 19      | 20.     | 51           | 9.           | 32     | 21.    | -           | -           |
| 2013   | 64     | 48.    | -       | -       | 16      | 25.     | 22           | 41.          | 26     | 35.    | -           | -           |
| 2014   | 434    | 5.     | 137     | 7.      | 123     | 5.      | 18           | 39.          | 96     | 10.    | 60          | 3.          |
| 2015   | 430    | 5.     | 80      | 9.      | 103     | 10.     | 134          | 2.           | 68     | 9.     | 45          | 6.          |
| 2016   | 366    | 6.     | 102     | 11.     | 110     | 8.      | 76           | 7.           | 60     | 8.     | 18          | 14.         |
| 2017   | 279    | 11.    | 115     | 8.      | 124     | 3.      | 22           | 28.          | -      | -      | 18          | 22.         |
| 2018   | 279    | 10.    | 30      | 14.     | 131     | 7.      | 11           | 57.          | -      | -      | 30          | 14.         |
| 2019   | 720    | 2.     | 240     | 2.      | 300     | 1.      | -            | -            | -      | -      | 180         | 1.          |
| 2022   | 715    | 2.     | 360     | 1.      | 195     | 1.      | -            | -            | -      | -      | 160         | 2.          |

### Siege im South American Cup
- 18 Podestplätze, davon 9 Siege:

| Nr. | Datum              | Ort      | Disziplin    |
| --- | ------------------ | -------- | ------------ |
| 1.  | 7. August 2015     | Chapelco | Riesenslalom |
| 2.  | 3. Oktober 2019    | Corralco | Abfahrt      |
| 3.  | 5. Oktober 2019    | Corralco | Kombination  |
| 4.  | 5. Oktober 2019    | Corralco | Super-G      |
| 5.  | 5. Oktober 2019    | Corralco | Super-G      |
| 6.  | 1. September 2022  | La Parva | Kombination  |
| 7.  | 27. September 2022 | Corralco | Abfahrt      |
| 8.  | 28. September 2022 | Corralco | Abfahrt      |
| 9.  | 29. September 2022 | Corralco | Super-G      |

### Weitere Erfolge
- 5 Siege in FIS-Rennen
- 4 Medaillen bei chilenischen Meisterschaften